# Tosaden Kōtsū
Tosaden Kōtsū (とさでん交通?) è una compagnia di trasporti giapponese con sede a Kōchi, nella prefettura di Kōchi. È un'azienda pubblica che gestisce linee di tram e autobus.
La società è stata fondata il 1 ottobre 2014, unendo le attività di Tosa Electric Railway (土佐電気鉄道?, Tosa Denki Tetsudō), la sua controllata Tosaden Dream Service (土佐電ドリームサービス?),  e Kōchiken Kōtsū (高知県交通?), che gestivano attività di trasporto ferroviario, di autobus e tram.

## Storia
La Tosa Electric Railway fu fondata l'8 luglio 1903 e la linea del tram fu aperta il 2 maggio 1904. La compagnia era comunemente nota come Toden (土電?) tra la gente del posto, mentre le persone in altre prefetture tendevano a chiamarla Tosaden (土佐電?), poiché la parola Toden può essere confusa con il tram di Tokyo, che era comunemente chiamata Toden (都電?).
Nel giugno 2014, gli azionisti della Tosa Electric Railway e della Kōchiken Kōtsū, entrambe in stato di insolvenza, hanno approvato il piano di ricostruzione, in base al quale le attività delle società saranno trasferite alla società di nuova costituzione finanziata dalla prefettura di Kōchi e da altri 12 comuni. Il nome della società è stato selezionato tra 1.235 proposte del pubblico.

## Linee ferroviarie
La società gestisce tre linee di tram per un totale di 25,3 km e 76 stazioni, rendendola la seconda rete di tram più lunga del Giappone, dopo la Rete tranviaria di Hiroshima.

### Linee
- Linea Sanbashi (桟橋線?) : Kōchi-Ekimae — Harimayabashi — Sambashidōri-Gochōme
- Linea Ino (伊野線?) : Harimayabashi-Ino
  - La maggior parte dei tram prosegue direttamente sulla linea Gomen.
- Linea Gomen (後免線?) : Harimayabashi — Gomenmachi
  - La maggior parte dei tram prosegue direttamente sulla linea Ino.

### Materiale rotabile

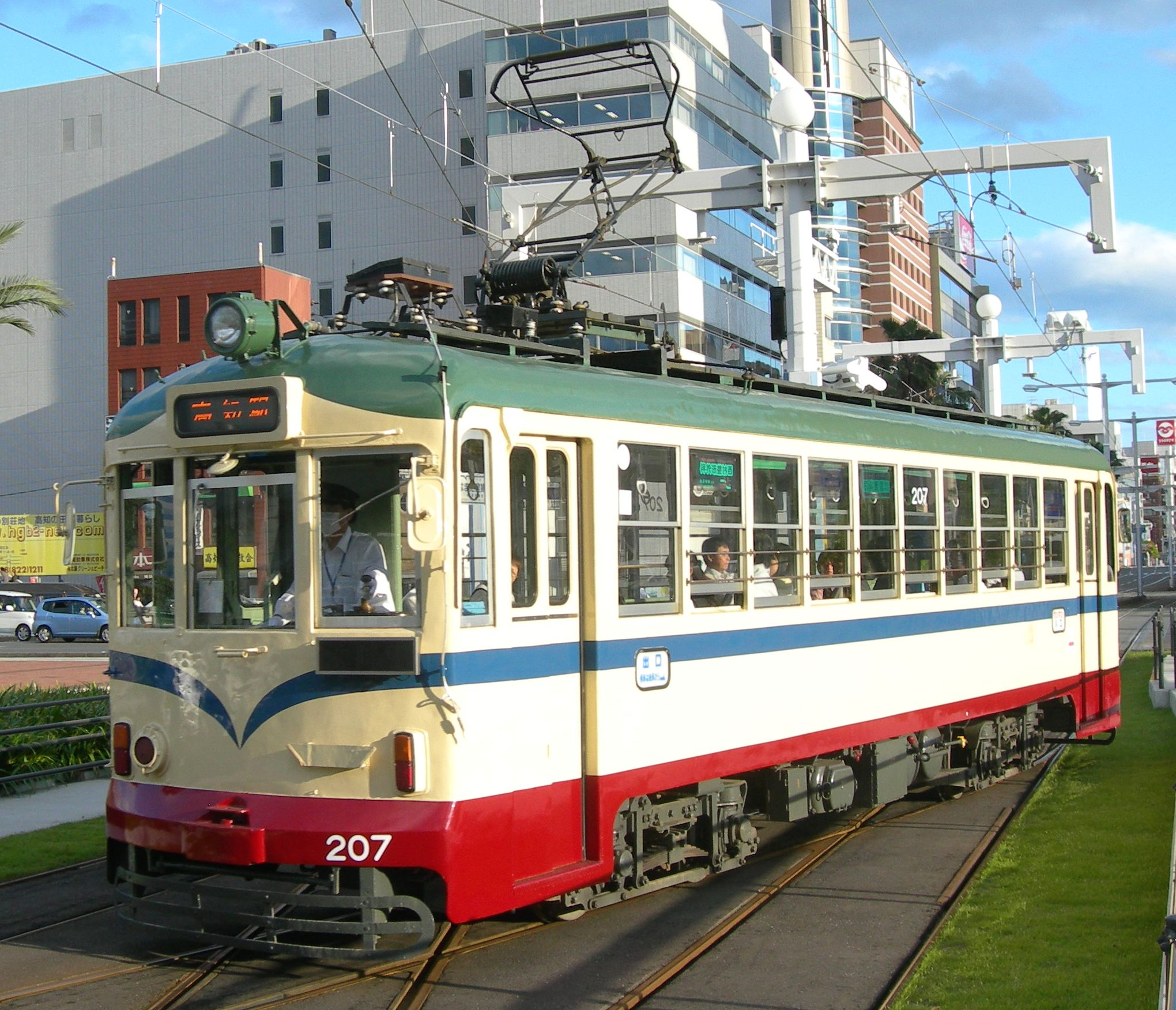
Serie 100
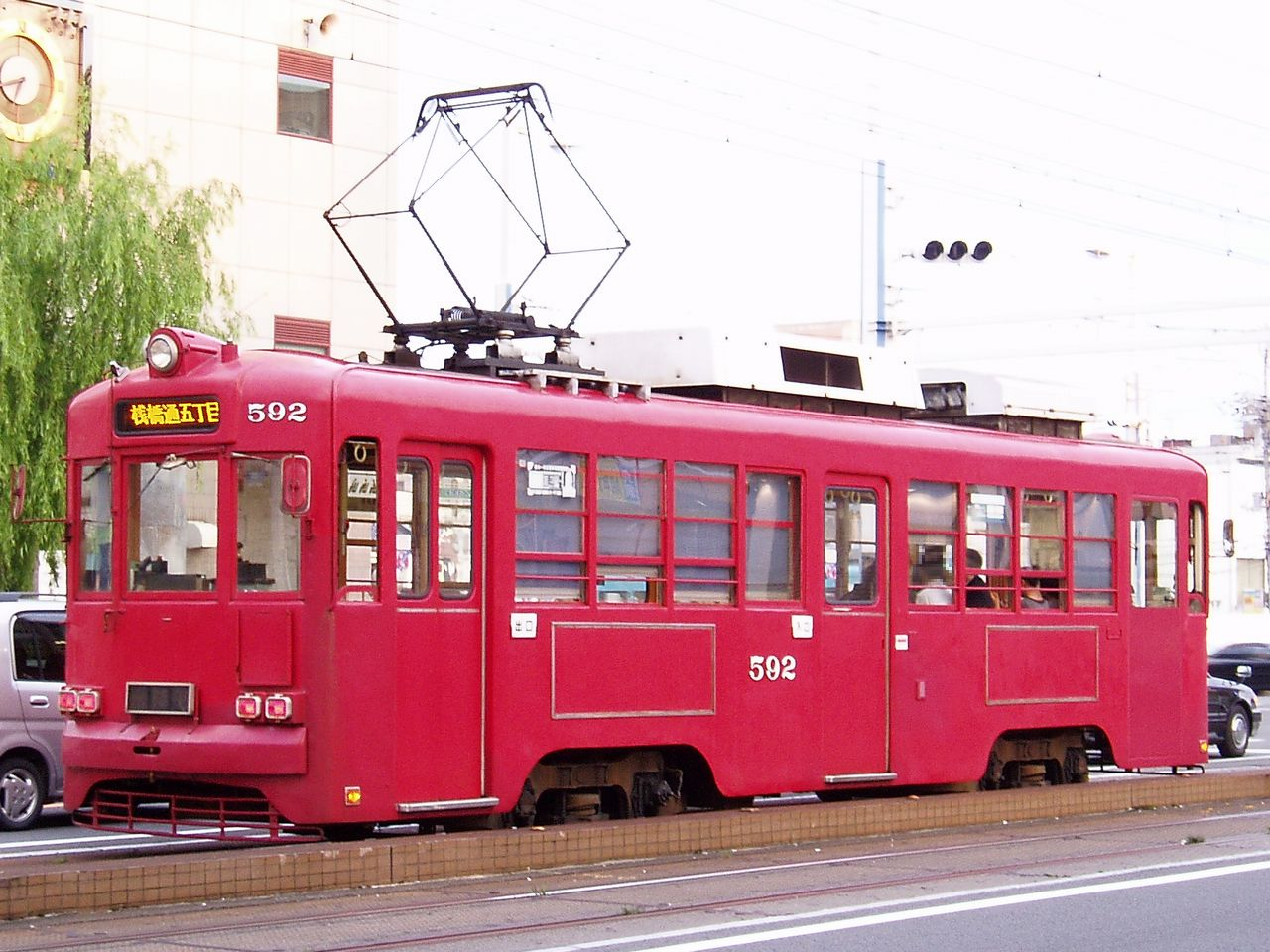
Serie 200
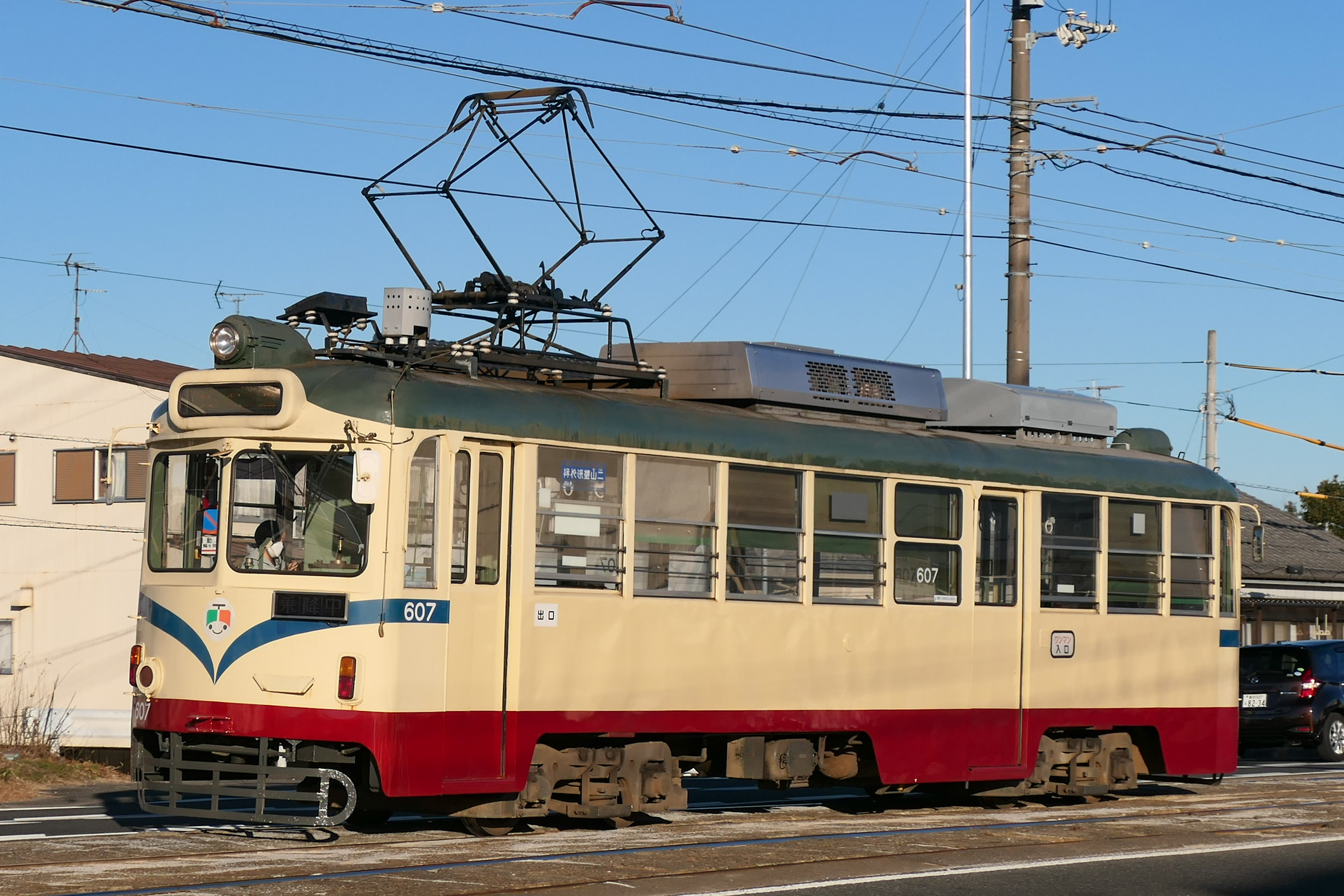
Serie 590
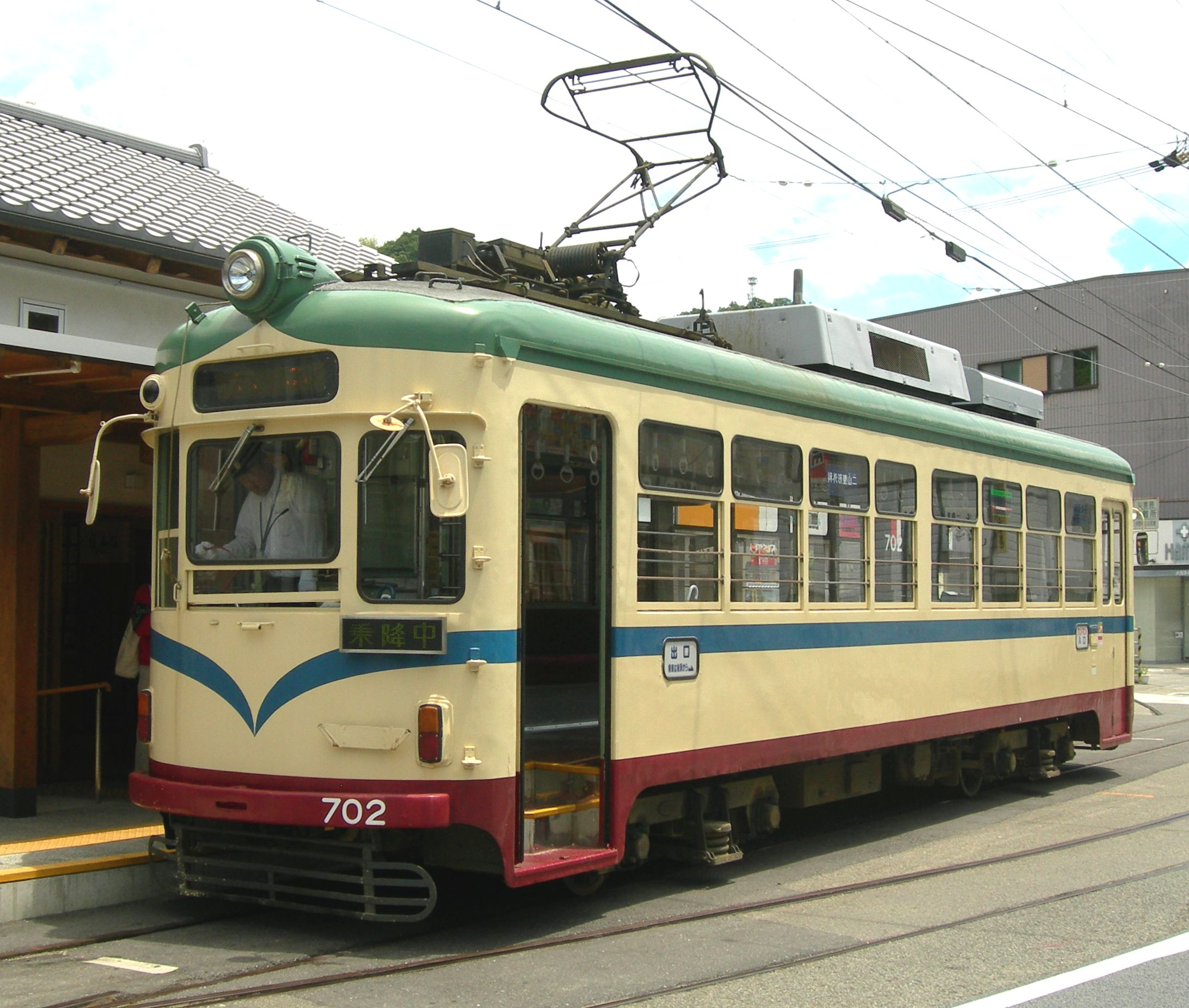
Serie 600
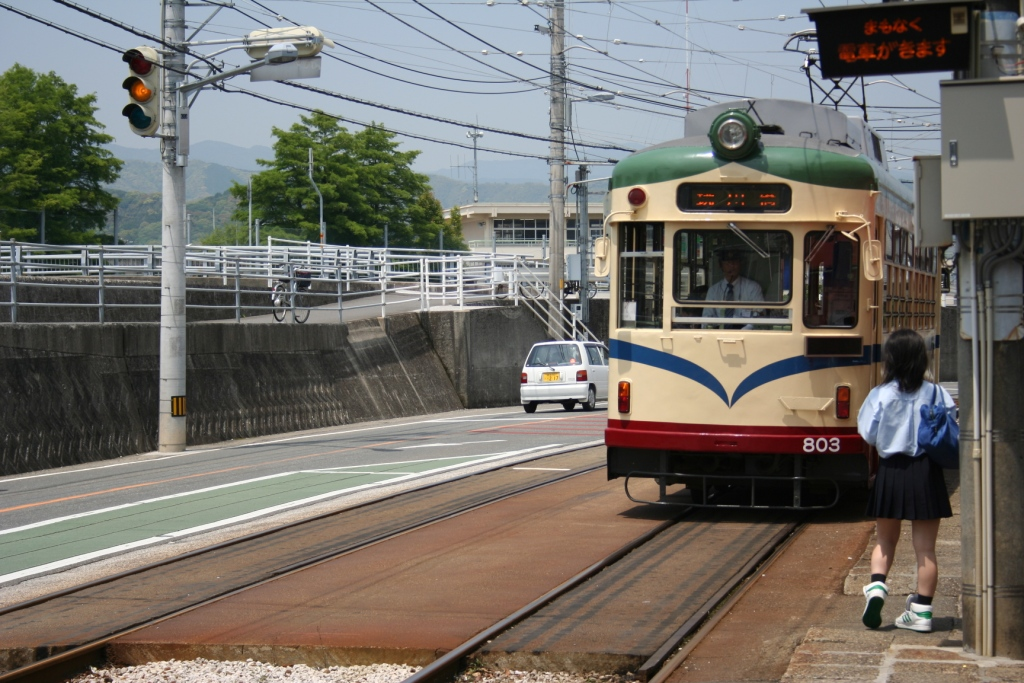
Serie 700
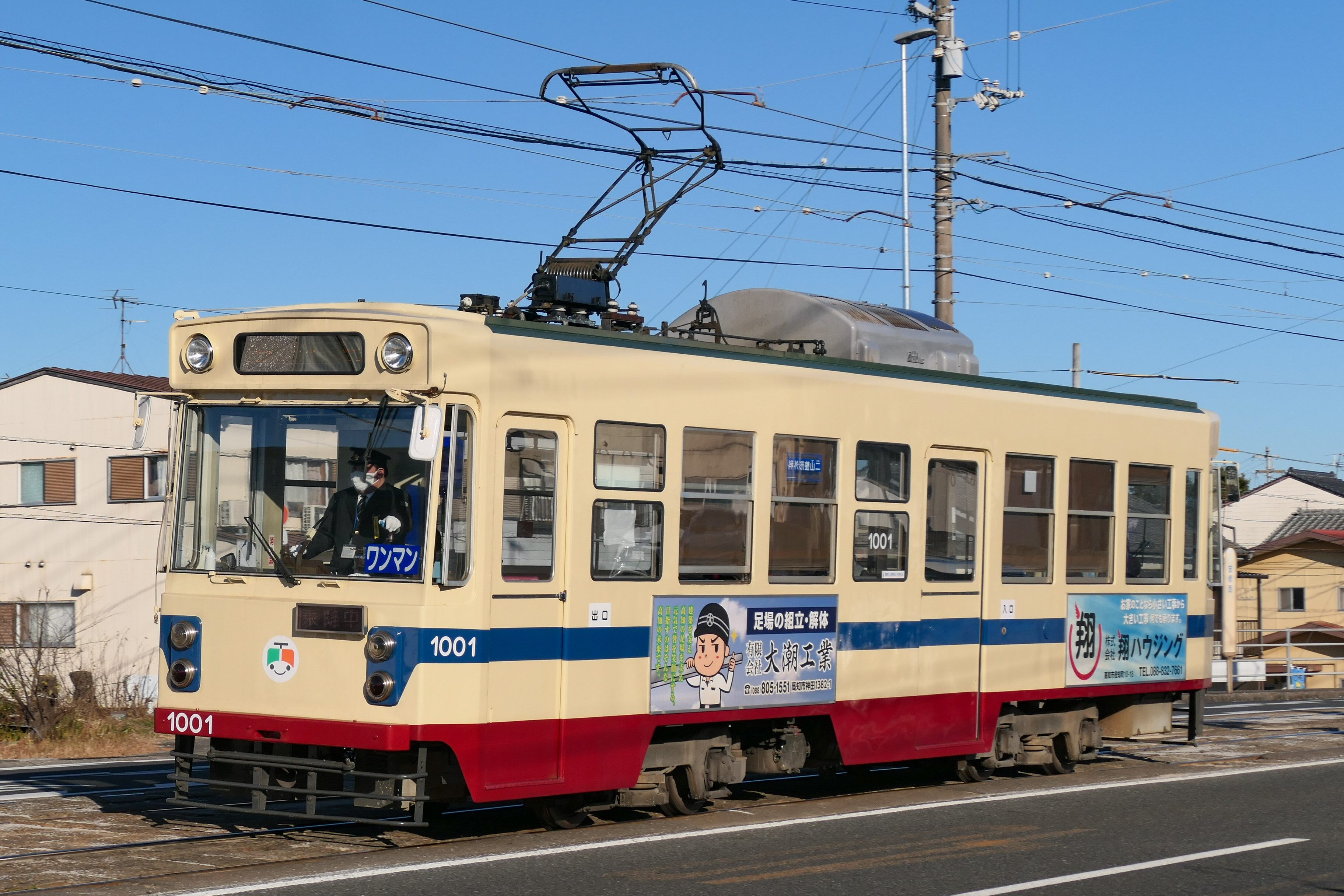
Serie 800
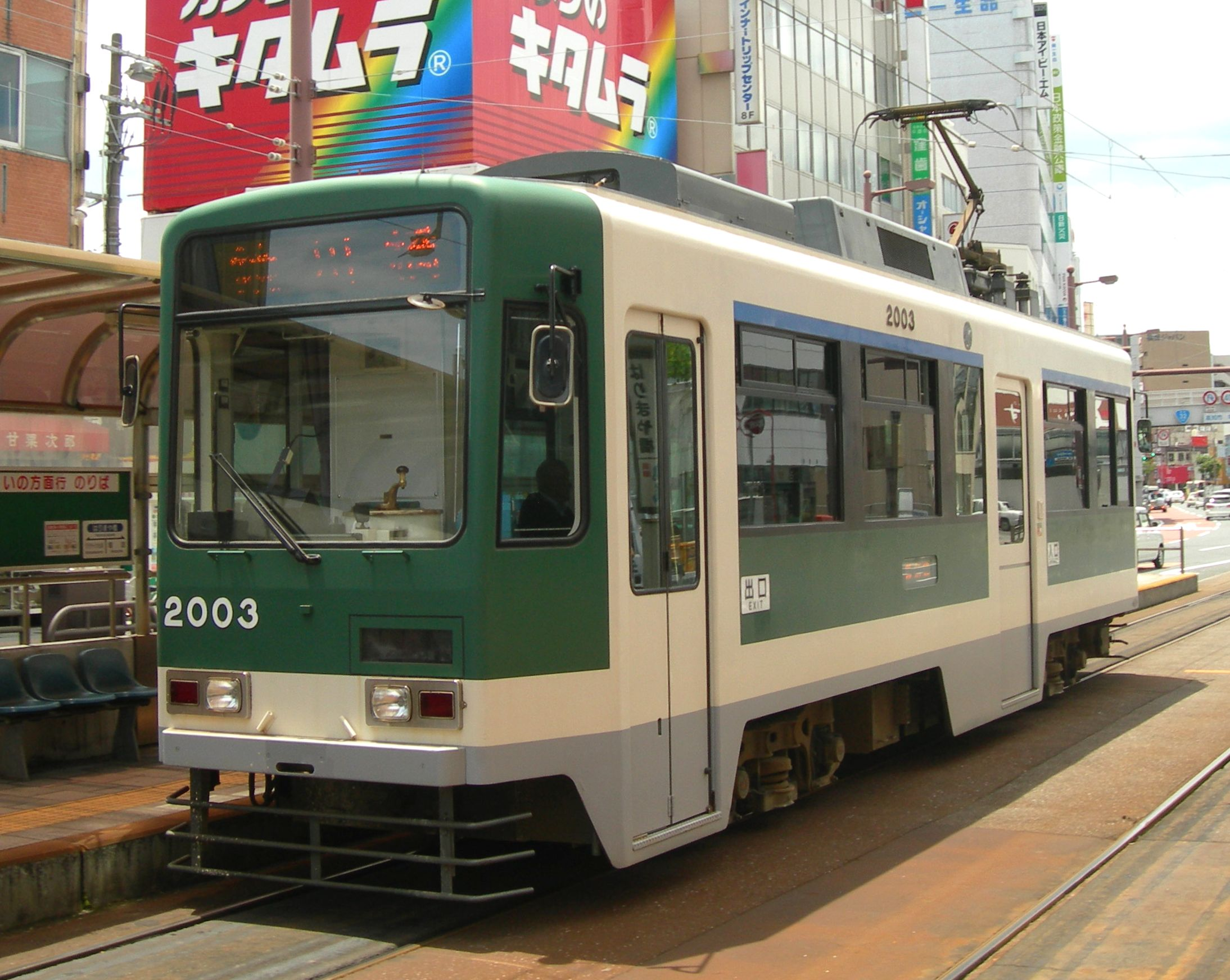
Serie 1000
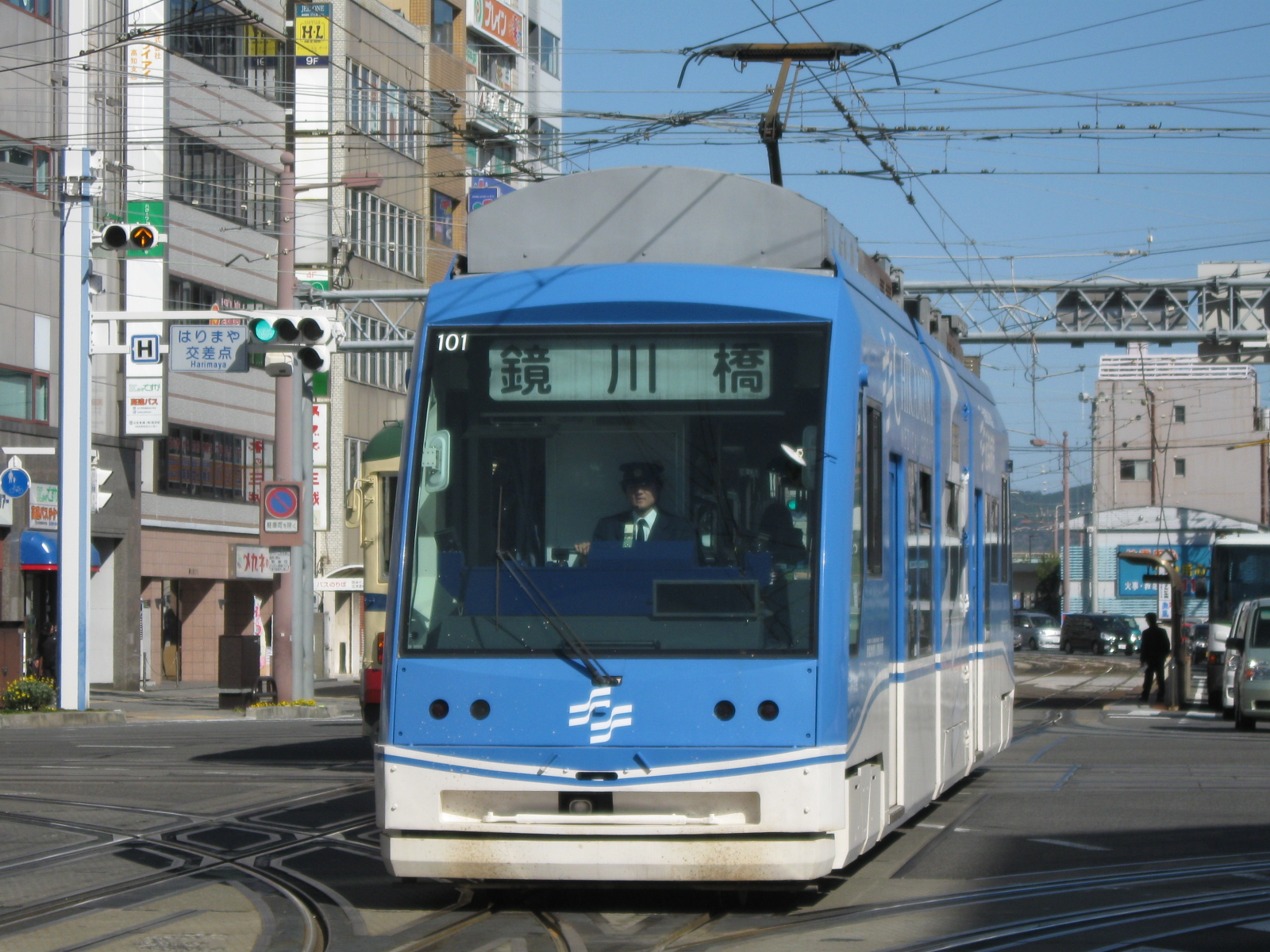
Serie 2000
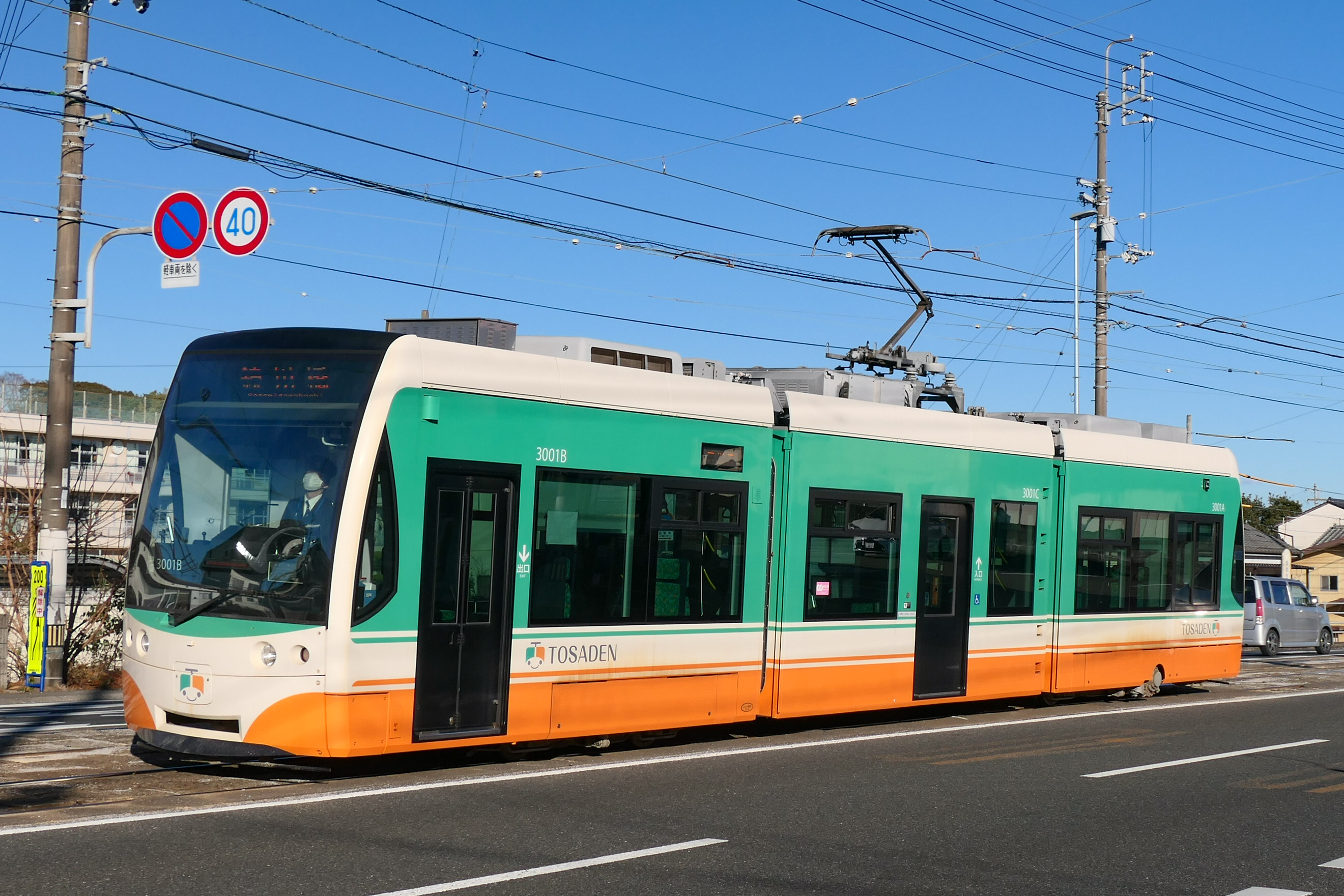
Serie 3000
- Serie 7
- Serie 198
- Serie 320
- Serie 910
- Treno merci di tipo 1

- Serie 200
- Serie 590
- Serie 600
- Serie 700
- Serie 800
- Serie 1000
- Serie 2000
- Serie 100
- Serie 3000

## Autobus
La compagnia gestisce autobus a lunga percorrenza che collegano la città di Kōchi e le principali città del Giappone, tra cui Tokyo, Nagoya, Osaka, Hiroshima e Fukuoka. Gestisce anche una rete locale in città.